# Covers (Enter Shikari)
Covers è un EP del gruppo musicale britannico Enter Shikari, pubblicato il 5 dicembre 2015.

## Il disco
Contiene le reinterpretazioni a opera degli Enter Shikari dei brani Chop Suey! (originariamente dei System of a Down) e Know Your Enemy (originariamente dei Rage Against the Machine), rispettivamente apparse nelle compilation Worship and Tributes di Rock Sound (aprile 2015) e Ultimate Rock Heroes di Kerrang! (giugno 2015). Realizzato in sole 400 copie, 100 delle quali inviate casualmente a coloro che avessero già acquistato in passato nello store online ufficiale degli Enter Shikari, è stato reso disponibile per l'acquisto il 5 dicembre 2015.
Il 10 dicembre 2015 l'EP è stato pubblicato anche in formato digitale.

## Tracce
1. Know Your Enemy (Rage Against the Machine cover) – 4:37 (testo: Zack de la Rocha – musica: Rage Against the Machine)
2. Chop Suey! (System of a Down cover) – 4:04 (testo: Serj Tankian, Daron Malakian – musica: Daron Malakian)

## Formazione
- Rou Reynolds – voce, tastiera, sintetizzatore, programmazione
- Rory Clewlow – chitarra, voce secondaria
- Chris Batten – basso, voce secondaria
- Rob Rolfe – batteria, percussioni

## Classifiche
| Classifica (2015)      | Posizione massima |
| ---------------------- | ----------------- |
| Regno Unito (physical) | 10                |
| Regno Unito (vinyl)    | 5                 |